# Rachel Hardeman
Rachel Renee Hardeman (nacida 1979/1980 ) es una académica de salud pública estadounidense quien fue profesora asociada de la División de Política y Gestión de la Salud en la Facultad de Salud Pública de la Universidad de Minnesota. Su investigación contempló cómo el racismo impacta los resultados de salud, particularmente en la salud materna de los afroestadounidenses.
Hardeman se separó de la Universidad de Minnesota en 2025 al revelarse múltiples acusaciones de plagio y abuso académico.

## Primeros años de vida
Hardeman es de Mineápolis. Su tía, Sharon Sayles Belton, fue la primera alcaldesa negra de la ciudad. Su madre, Sharri Belton Hardeman, estuvo en el juicio de Derek Chauvin por la muerte de George Floyd.
Cuando era adolescente, Hardeman pasó tiempo con su abuela Ernestine Belton, una activista comunitaria que sufría de enfermedad renal y necesitaba diálisis regularmente, tratamiento que es completamente gratuito en los EE.UU para todas las personas. Sus observaciones sobre el tratamiento médico de Belton influyó en las opiniones de Hardeman sobre la igualdad en la atención sanitaria.
En 1998, Hardeman se matriculó en la Universidad Xavier de Luisiana, donde inicialmente estudió química y español. Después de graduarse se trasladó a la ELAM (Escuela Latinoamericana de Medicina) Cuba en La Habana. Fue en Cuba donde conoció por primera vez un modelo de atención sanitaria en un régimen socialista, que ella describió como más centrado en el paciente, y que según ella priorizaba la prevención y el vínculo entre pacientes y médicos.
Hardeman se mudó a la Universidad de Minnesota para sus estudios de posgrado, donde obtuvo una Maestría en Salud Pública en Administración y Política de Salud Pública antes de completar un doctorado en Investigación y Política de Servicios de Salud con un enfoque en la "sociología de la salud y la enfermedad y la salud de la población" (sic). Su investigación doctoral contempló la intersección de raza, género y estatus socioeconómico en la educación médica.

## Investigación y carrera
Hardeman estudia los determinantes sociales de la salud, haciendo uso de la teoría de la interseccionalidad para comprender mejor las disparidades en la salud.
Además de trabajar para apoyar a las madres afroestadounidenses, Hardeman ha trabajado para reformar las escuelas de medicina para garantizar que sus estudiantes estén capacitados para brindar atención equitativa a todos los pacientes. En colaboración con la médica y socióloga Brooke Cunningham, Hardeman desarrolló un nuevo plan de estudios para la facultad de medicina que busca reducir las disparidades en materia de salud.
Hardeman está involucrada en la investigación médica, la educación y la política. Le preocupaba que los cambios al Título X propuestos por la administración Trump tuvieran consecuencias significativas para las comunidades que ella considera marginadas: "Es un problema de justicia reproductiva y equidad en salud. Negar a pacientes desproporcionadamente pobres, jóvenes y pertenecientes a minorías raciales y étnicas el acceso a servicios de salud reproductiva es una injusticia y un acto de violencia". 
Durante la pandemia de COVID-19, Hardeman investigó el impacto de la enfermedad del coronavirus en las comunidades no blancas.  Ella creía que el impacto desproporcionado de la enfermedad del coronavirus en las minorías étnicas estaba exponiendo lo que estaba mal en el sistema de salud de los Estados Unidos,  argumentando que podría brindar una oportunidad "para construir un nuevo sistema". 
En respuesta a la muerte de George Floyd, Hardeman y Rhea Boyd calificaron la violencia policial y el racismo estructural como una crisis de salud pública.  Juntas escribieron: «La decisión que tiene ahora el sistema de salud es demostrar, no decir, que las vidas de los negros importan». Argumentó que el rastreo de contactos, considerado por muchos como esencial para mitigar el exceso de muertes por enfermedad del coronavirus, sería difícil en comunidades que desconfiaban profundamente de las instituciones, en particular en su respuesta a la brutalidad policial. Hardeman afirmó que, si bien las redes sociales habían expuesto la brutalidad policial y ofrecido una herramienta para la organización, «tener que revivir esos incidentes una y otra vez es increíblemente perjudicial para la salud mental y el bienestar emocional».
En febrero de 2021, Hardeman fundó el Centro de Investigación Antirracista para la Equidad en Salud (CARHE, que se pronuncia "care") con una donación filantrópica de $5 millones de Blue Cross and Blue Shield de Minnesota a la Facultad de Salud Pública de la Universidad de Minnesota. Las misiones fundadoras de CARHE fueron (1) desarrollar investigación antirracista, (2) fomentar la participación auténtica de la comunidad, (3) desarrollar la educación y la capacitación, (4) cambiar la narrativa sobre la raza y el racismo, y (5) servir como un recurso confiable.  En mayo de 2025, después de la partida de Hardeman, la Universidad anunció que cerraría CARHE a partir del 30 de mayo de 2025. 
En 2024, la revista Time nombró a Hardeman como una de las 100 personas más influyentes de 2024.

### Investigaciones desacreditadas
Según "investigaciones" llevadas a cabo por Hardeman, en Minnesota las mujeres negras tienen dos veces más probabilidades que las mujeres blancas de morir durante el parto.  Hardeman cree que las doulas, entrenadoras de parto sin entrenamiento médico, podrían mejorar los resultados médicos de las madres negras.   En 2016, Hardeman lanzó un programa que analizó la desigualdad racial en los resultados de los nacimientos. Como parte del programa, Hardeman estudió las mejores prácticas en el Roots Community Birth Center, un centro de maternidad propiedad de afroestadounidenses.
En 2024, Borjas y VerBruggen intentaron reproducir un estudio de Green, Hardeman, et al., de 2020. Descubrieron que Green y Hardeman habían omitido una crucial variable de control -el bajo peso al nacer- que causa una mayor mortalidad y es tratada con más frecuencia por doctores blancos sumamente especializados. Al controlar el estudio según el peso al nacer, desapareció todo apoyo a la tesis de discriminación racial propuesta por Green y Hardeman.

## Plagio y renuncia
Hardeman renunció a su puesto en la Universidad de Minnesota en 2025. Dos académicas acusaron a Hardeman de plagiar su trabajo y una tercera le acusó de abuso. En 2023, Hardeman le escribió a una de sus acusadoras: "La cagué" y explicó que no había tenido intención de plagiar su trabajo, que tenía poco tiempo y que luego lo olvidó. Hardeman calificó las acusaciones de "completamente falsas" y dijo que fue un error no atribuir adecuadamente el trabajo de su colega. Aunque la Universidad de Minnesota investigó inicialmente las acusaciones y determinó que eran un "error honesto", desde entonces ha sido acusada de manejar mal su investigación de tres informes de plagio por parte de Hardeman y de no informar con precisión la investigación al NIH.

## Vida personal
Hardeman está casada con Eduardo Medina, un médico. Tienen una hija, Leila.

## Premios y honores
- Artículo de bitácora más leída de Health Affairs 2015 [24]
- Premio al artículo sobre profesionalismo del Dr. John A. Benson Jr., de la Junta Estadounidense de Medicina Interna de 2016 [25]
- Premio al mejor trabajo de investigación de la Asociación de Educación Médica en Europa 2016 [26]
- Premio Josie R. Johnson de Derechos Humanos y Justicia Social de la Universidad de Minnesota 2019 [27]
- Premio de Investigación en Salud Pública para Jóvenes Profesionales de la ASSPH 2019 [28]
- Premio Alice S. Hersh al Líder Emergente 2020 de AcademyHealth [29]
- Las 100 personas más influyentes de 2024 según TIME [30]

## Publicaciones seleccionadas
- Phelan, Sean M.; Dovidio, John F.; Puhl, Rebecca M.; Burgess, Diana J.; Nelson, David B.; Yeazel, Mark W.; Hardeman, Rachel; Perry, Sylvia et al. (2014). «Implicit and explicit weight bias in a national sample of 4,732 medical students: The medical student CHANGES study». Obesity (en inglés) 22 (4): 1201-1208. ISSN 1930-739X. PMC 3968216. PMID 24375989. doi:10.1002/oby.20687.
- van Ryn, Michelle; Hardeman, Rachel; Phelan, Sean M.; PhD, Diana J. Burgess; Dovidio, John F.; Herrin, Jeph; Burke, Sara E.; Nelson, David B. et al. (1 de diciembre de 2015). «Medical School Experiences Associated with Change in Implicit Racial Bias Among 3547 Students: A Medical Student CHANGES Study Report». Journal of General Internal Medicine (en inglés) 30 (12): 1748-1756. ISSN 1525-1497. PMC 4636581. PMID 26129779. doi:10.1007/s11606-015-3447-7.
- Hardeman, Rachel R.; Medina, Eduardo M.; Kozhimannil, Katy B. (2016). «Structural Racism and Supporting Black Lives — The Role of Health Professionals». New England Journal of Medicine (en inglés) 375 (22): 2113-2115. ISSN 0028-4793. PMC 5588700. PMID 27732126. doi:10.1056/NEJMp1609535.
- Kozhimannil, Katy Backes; Hassan, Asha; Hardeman, Rachel R. (7 de septiembre de 2022). «Abortion Access as a Racial Justice Issue». The New England Journal of Medicine 387 (17): 1537-1539. PMID 36069823. doi:10.1056/NEJMp2209737.